# Astelia psychrocharis
Astelia psychrocharis är en enhjärtbladig växtart som beskrevs av Ferdinand von Mueller. Astelia psychrocharis ingår i släktet Astelia och familjen Asteliaceae. Inga underarter finns listade i Catalogue of Life.